# Verhaltens- und Problemanalyse
Die Verhaltens- und Problemanalyse (englisch behavioural analysis) dient zur Bestimmung, welche situativen und individuellen Merkmale das Auftreten eines (problematischen) Verhaltens begünstigen und welche Konsequenzen und somit aufrechterhaltende Faktoren das Verhalten hat. Zusätzlich wird analysiert, in welchen weiteren Situationen das relevante oder ein ähnliches Verhalten auftritt. Die Bezeichnungen Verhaltensanalyse, Bedingungsanalyse und Problemanalyse seien gleichbedeutend. Gelegentlich wird das Adjektiv „funktional“ vorangestellt, um die kausalanalytische Sichtweise zu verdeutlichen.
- Die horizontale oder situative Verhaltensanalyse[1] (Mikroanalyse[2]) ist eine der zentralen diagnostischen Verfahren in der (kognitiven) Verhaltenstherapie und basiert häufig auf dem SORKC-Modell nach Frederick Kanfer.

- Die vertikale oder kontextuelle Verhaltensanalyse[1][3] (Makroanalyse) wird ebenfalls in der Verhaltenstherapie erstellt, wobei die Lerngeschichte, Pläne und Ziele der betreffenden Person betrachtet werden.

Anders als die klassifikatorische Diagnostik (ICD und DSM), die als Ziel eine Verallgemeinerung (Abstraktion) der individuellen Probleme hat, bewegt sich die Verhaltensanalyse auf einer individuellen, idiographischen Ebene.

## Ebenen
Grundsätzlich werden zwei verschiedene Ebenen der Verhaltensanalyse unterschieden: die horizontale und die vertikale Ebene. Dabei ist zu beachten, dass sich die beiden Ebenen ergänzen und nicht alternativ zueinander stehen.
Die horizontale Verhaltensanalyse beschreibt Verhalten (V) gleichsam als Funktion (f) von zeitlich vorhergehenden und nachfolgenden Bedingungen:
V=f(vorher/nachher)
Die vertikale Verhaltensanalyse beschreibt Verhalten hingegen als Funktion von überdauernden und verhaltenssteuernden Zielen und Plänen:
V=f(Ziele/Pläne)

### Horizontale Verhaltensanalyse
Auf Basis des SORKC-Modells wird das Verhalten in einer einzelnen bestimmten Situation analysiert. Das (problematische) Verhalten (R = Reaktion; auf kognitiver, motorischer, affektiver und vegetativer Ebene) wird durch vorausgehende Reize (S = Stimulus; auslösende Bedingung, als innere oder äußere Reizsituation) und den Konsequenzen (C = Konsequenz; Verstärkung oder Bestrafung eines Verhaltens) gesteuert.
Aufgabe in der Verhaltensanalyse ist es, den Zusammenhang zwischen Verhalten, Stimuli und Konsequenzen herauszuarbeiten und die Regelmäßigkeit der Konsequenz (K = Kontingenz) und die moderierenden Aspekte der Person (O = Organismus; z. B. Kognitionen, biologische Dispositionen) zu bestimmen.
Die einzelnen Elemente können auf unterschiedlichen Wegen erhoben werden, so z. B. durch eine Befragung der Person oder das Beobachten des Verhaltens in einem Rollenspiel/Verhaltensexperiment. Ebenfalls können Tagebücher zum Einsatz kommen.
Im Rahmen der horizontalen Verhaltensanalyse können nur sehr schwer interaktionelle Prozesse zwischen Personen (z. B. Partnerschaftsprobleme) abgebildet werden.
Die horizontale Verhaltensanalyse kann als Bewegung von der Makroebene in Richtung Mikroebene beschrieben werden.

### Vertikale Verhaltensanalyse
Im Gegensatz zur horizontalen Verhaltensanalyse steht bei der vertikalen Verhaltensanalyse nicht eine konkrete Situation im Vordergrund, sondern ähnliches Verhalten in vergleichbaren Situationen. Hier rücken vor allem Kognitionen, die in mehreren Begebenheiten auftreten, und kognitive Schemata in den Vordergrund (Werte, Normen, Ziele).
Zum Beispiel wird in einer horizontalen Verhaltensanalyse festgestellt, dass sich ein Patient sehr unsicher beim Halten von Vorträgen vor fremden Personen fühlt. In einem nächsten Schritt würde nun untersucht, ob er sich in weiteren Interaktionen mit fremden Personen unsicher fühlt (z. B. beim Kennenlernen).
Werden situationsübergreifende Verhaltensmuster entdeckt, können diese zu einem Verhaltensplan zusammengefasst werden. In dem Beispiel oben, wäre eine Möglichkeit, dass die Person sehr darauf bedacht ist, sich sozial konform zu verhalten. Bei der Interaktion mit Fremden können die Erwartungen eventuell nicht richtig eingeschätzt werden und die Person tritt sehr unsicher auf.
Das Aufdecken solcher Verhaltenspläne wird als Plananalyse bezeichnet. Im Rahmen einer Schematherapie wird häufig auch der Begriff der Schemaanalyse verwendet.
Die kontextuelle Verhaltensanalyse (vertikale Verhaltensanalyse) kann somit als Schließen von der Mikroebene auf die Makroebene beschrieben werden.

## Nutzen
Die Verhaltens- und Problemanalyse dient als Grundlage (bzw. Begründung) für die Auswahl der Therapieziele und der konkreten Behandlungsmethode (Therapieplanung).

## Verschiedene Modelle
Die Modelle wurden mehrfach weiterentwickelt. Die Autoren Batra, Wassmann und Buchkremer betrachten folgende Entwicklungen als besonders nennenswert:
| Jahr | Autor                       | Modell                                                  |
| ---- | --------------------------- | ------------------------------------------------------- |
| 1958 | Skinner                     | S-R-C Zusammenfassung der S-R und R-C Theorien          |
| 1969 | Kanfer                      | S-O-R-K-C Verhaltensgleichung                           |
| 1974 | Schulte                     | Ausformung der Verhaltensgleichung von Kanfer           |
| 1980 | Bartling                    | S-O-E-V-K: Einführung von Regeln und Plänen             |
| 1986 | Kanfer                      | Selbstregulation als nicht mehr lineares Systemmodell   |
| 1989 | Caspar                      | Differenzierung der Analyse von Plänen                  |
| 1990 | Schulte                     | Problemanalyse auf verschiedenen Ebenen                 |
| 1992 | Bartling                    | S-WP-O-E-V-K: Erweiterung um Wahrnehmungsprozesse       |
| 1996 | Kanfer                      | kontextuelle Verhaltensanalyse auf Makro und Mikroebene |
| 2000 | Batra, Wassmann, Buchkremer | S-POE-R-K-C: Integriertes Modell                        |